# Alvin Hansen
Alvin Harvey Hansen, född den 23 augusti 1887 i Viborg, South Dakota, död den 6 juni 1975 i Alexandria, Virginia, var en amerikansk nationalekonom. 
Hansen var professor vid University of Minnesota 1923–1937 och från 1937 vid Harvard University. Han anlitades som expert av president Franklin D. Roosevelt under 1930-talet och deltog bland annat i de omfattande utredningar, som gjordes av Temporary National Economic Committee från 1938. Från 1940 tjänstgjorde Hansen som rådgivare åt den amerikanska centralbanken. Hansens skrifter handlade främst om konjunkturteorin och konjunkturpolitiken. Efter översiktsarbetet Business Cycle Theory (1927) och läroboken Principles of Economics (1928, 3:e upplagan 1947, tillsammans med F.B. Garver) följde tre böcker, som väckte en livlig diskussion i den ekonomiska världen: Economic Stabilization in an Unbalanced World (1932), Full Recovery or Stagnation? (1938) samt Fiscal Policy and Business Cycles (1941). Hansen hävdade här under intryck av den svåra depressionen i början av 1930-talet, att världens ekonomi var på väg in i en stagnationsperiod, vars främsta orsak var bristen på nya, kapitalkrävande uppfinningar, befolkningstillväxtens avstannande samt de begränsade möjligheterna för ekonomisk exploatering av nya länder. Denna stagnationsteori ledde Hansen att söka efter nya konjunkturpolitiska hjälpmedel. Han tog avstånd från de äldre, till varje särskild konjunkturcykel begränsade penningpolitiska metoderna och rekommenderade i stället mera långsiktigt inställda åtgärder, bland vilka särskilt märktes offentliga arbeten, socialpolitik och under lång tid genomförd underbalansering av statsbudgeten. Hansen föreslog en utsträckt statsdrift av allmännyttiga företag. Med anledning av dessa särskilt i USA radikala förslag blev han hårt angripen av många. Bland Hansens senare skrifter märks America's Role in the World Economy (1945) och Economic Policy and Full Employment (1947).
Hansen var en av de ledande företrädarna för neo-Keynesianism.